# Sala de fuga

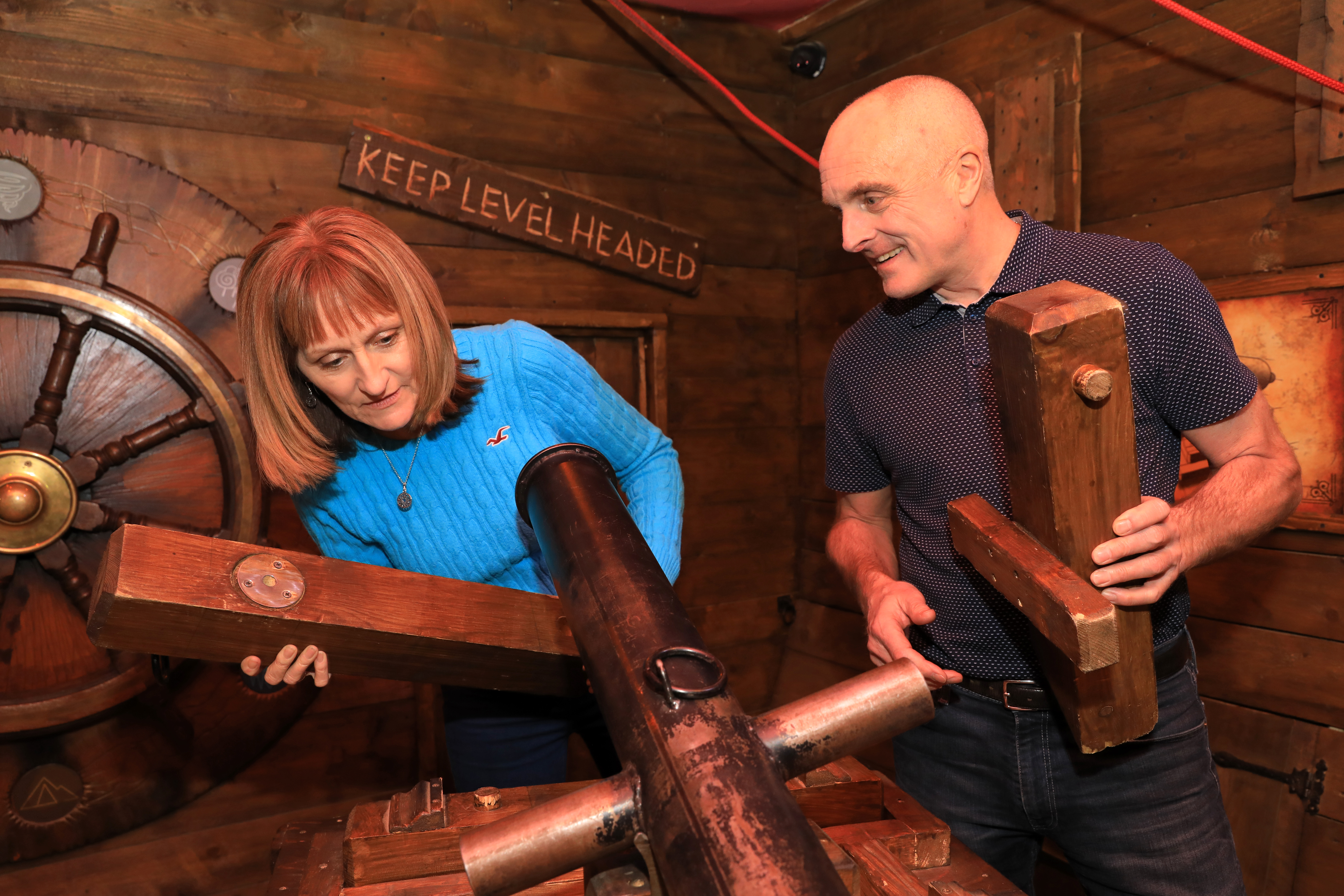
Uma enigma sendo resolvida em uma sala de fuga

Uma sala de fuga, também conhecida como jogo de fuga, sala de enigmas ou sala de mistérios, é um jogo no qual uma equipe de jogadores descobre pistas, resolve quebra-cabeças e cumpre tarefas em uma ou mais salas para alcançar um objetivo específico dentro de um tempo limitado. O objetivo geralmente é escapar do local do jogo.
A maioria dos jogos de fuga é cooperativa, mas existem variantes competitivas. As salas de fuga tornaram-se populares na América do Norte, Europa e Ásia Oriental na década de 2010. As primeiras salas de fuga permanentes em locais fixos foram inauguradas na Ásia, seguidas posteriormente por Hungria, Sérvia, Austrália, Nova Zelândia, Rússia e América do Sul.